# NSS-K
NSS-K (vormals Intelsat K und Satcom K4) war ein kommerzieller Kommunikationssatellit des Satellitenbetreibers SES New Skies.

## Geschichte
Im Jahr 1989 bestellte der Satellitenbetreiber GE Americom den Satelliten als Satcom K4 bei Lockheed Martin für seine Satellitenflotte. Vor dem Start wurde er an Intelsat verkauft und als Intelsat K gestartet. Am 30. November 1998 wurde er von SES New Skies, einer Spin-Off-Firma der Intelsat, übernommen und in NSS-K umbenannt.

## Missionsverlauf
Intelsat K wurde am 10. Juni 1992 mit einer Atlas-II-Trägerrakete von der Cape Canaveral Air Force Station in Florida in eine geostationäre Transferbahn gebracht. Von dort aus gelangte er durch Zünden seines eigenen Motors in eine geostationäre Umlaufbahn. Er arbeitete von seiner Position auf 21,5° West über dem Atlantik.
Nachdem seine geplante Lebenserwartung erreicht war, wurde NSS-K im August 2002 außer Betrieb genommen und in einen Friedhofsorbit manövriert.

## Technische Daten
Der Satellit wurde von Lockheed Martin auf Basis des AS-5000-Satellitenbusses gebaut. Er war mit 16 Ku-Band-Transpondern ausgestattet und war damit Intelsats erster Satellit, welcher nur im Ku-Band übertrug. Er wurde durch zwei große Solarmodule und Batterien mit Strom versorgt.
Er konnte in Nordamerika, Südamerika, Westafrika und Westeuropa empfangen werden.